# Corona vallaris
Die Corona vallaris („Wallkrone“) war eine militärische Auszeichnung im Römischen Reich. Sie erhielt derjenige, der als Erster den Wall eines feindlichen Lagers überstieg. Sie bestand aus Gold und war quadratisch. Ähnlich wie die Corona muralis hatte sie Ähnlichkeit mit einer Stadtmauer, allerdings ohne Stadttor.